# Osio Sotto
Osio Sotto (lombardul: Ös de Sóta) település Olaszországban, Lombardia régióban, Bergamo megyében. Lakosainak száma 12 592 fő (2023. január 1.). Osio Sotto Levate, Boltiere, Brembate, Osio Sopra, Verdellino és Filago községekkel határos.

## Népesség
A település lakossága az elmúlt években az alábbi módon változott:
| Lakosok száma | 12 431 | 12 474 | 12 592 |
|               | 2017   | 2018   | 2023   |